# 톰과 제리: 보물섬 대소동
《톰과 제리: 보물섬 대소동》(Tom and Jerry: Shiver Me Whiskers)은 2006년에 공개된 미국의 비디오 영화이다.

## 줄거리
이 영화는 큰 천둥과 함께 거대한 폭풍을 겪고있는 큰 바다에서 시작된다. 큰 배가 그 바다를 항해하고 있다. 배에서 한 무리의 해적들이 메인 세일을 들고 있다. 해적들은 모두 뇌우를 두려워한다. 톰과 제리 우주선의 오두막에서 자고있는 마우스로 계속된다. 론가 사용하는 새총을 얻을 그들에게 갑판에, 항해 잃어버린 보물을 찾기 위해 스페인의 갈기다. 파도가 론의 배에 충돌하고 그와 함께 론이 찾던지도가 들어있는 병이 들어 있다. 톰지도를 유지합 숨겨져 자신만,두개골을 될 수 있는 일의 유령 스페인어 갈기의 캡틴 Don Diego de Clippershears,경고하는 톰 지도를 반환되는 바다 일몰에 의해 오늘 밤거나 저주를 시작된다. 톰과 제리는 또한 거대한 오징어와 함께 실행이 있다. 그러나,톰은 그것에 대포를 밀어 탈출 관리한다.
그 시점에서 론의 배는 론의 형제 인 블루 해적 밥이 이끄는 블루 해적선에 의해 공격받는다. 론과 밥은 거의 말하지 않지만 앵무새 동반자 인 스탠(빨간 앵무새)과 베티(푸른 앵무새)가 번역한다. 라이벌 해적 대원과 밥의 마스코트 인 스파이크를 포함한 전투가 계속된다. 론이지도를 검색 한 후,그는 밥의 배에서 발사하기 시작한다. 론과 그의 해적 승무원은 론이지도를 확인하면서 축하한다. 제리는 지도를 주시하고 그의 두건에 그것의 사본을 만들기로 결정한다. 갑자기 두개골이 저주를 시작하는 것처럼 보인다. 론가 톰과하지 않는 말하고 그에 대해 저주(톰하려고 했었고 그것에 대해 말해,하지만 할 수가 없었다 그렇게 때문에 사실 그가 벙어)등을 사용할 수 있다. 유령은 해적의 해골 승무원으로 명시하고 배를 인수하여 론의 승무원이 배를 포기하도록 한다. 구명 보트는 톰이 이전에 뛰어 들었던 것과 같은 거대한 오징어 위에 착륙하는 것을 관리한다. 화가 난 론은 톰을 스페인 갈기의 보물이 묻혀있는 요호 섬으로 줄곧 행하게함으로써 일하게 한다. 그러나 톰은 론의 부하들을 좌초시키고 노를 사용하여 요호 섬에 도착하기로 결심한다. 그러나 상어는 톰과 제리를 발견하고 요호 섬의 정글을 따라 문제가 있다. 제리는 퀵 샌드 구덩이를 통해 톰에 의해 쫓기는 동안 나비에 가져온다. 그러나 톰은 퀵 샌드에 갇히게되므로 제리는 그를 구해야했다. 톰을 끌어 낸 후,그들은 해적으로부터 안전 할 곳을 찾아야했다.
에 도달하는 섬에,톰과 제리로 실행 따개비 바(또한 보라색으로 해적 바울)및 그 비 말 많은 보라색 앵무새 척. 바울은 승무원들의 원숭이 섬에 알려줍 톰과 제리는 방법에 대해 그와 그의 형제들은 론과 밥이 만들어지도 살고 우연히 발견의 지도의 보물 스페인어 갈기이다. 바울이 볼 수있는 충분히 지도 알고있는 섬이지만,충분하지 않을 알아 보기 위하여 어디에이고 낙담하는 대한 검색에 대한 40년 이상. 톰과 제리는 론이 나타나서 폴에게 톰이지도를 가지고 있다고 말할 때 길을 간다. 톰과 제리 닷지 관리 해적과 원숭이에 도달하는 화산들은 마지막으로 입구를 찾을 수의 무덤 Don Diego de Clippershears.
Don Diego 결정을 테스트하는 톰과 제리를 활성화하여 자신의 보안 시스템을 도둑을 유지의 무덤:a 자를 닮은 닭고기의 마스코트 스페인어 갈기이다. 톰과 제리 가디언을 물리 치고 게이트의 잠금을 해제 관리 할 수 있다. 톰을 떠나기로 결정리 뒤에 머리는 내부(인해 자신의 욕심은 자연과 부분적으로 분개의 제 때에 후자의 사용이 그와 같은 라이브 미끼를 물리 칠 수호자),그러나지 않을 듣지 않고 그에게 말에 대한 폭탄으로 stairwell. Jerry는 Don Diego를 방패로 사용하여 머리를 사용하기로 결정한다. 계단의 바닥에서 톰은 부활하여 룬으로 가득 찬 다음 방으로 향한다. 제리는 짧은 시간 동안 표시 한 돈 디에고와 닮은 룬을 찾을 수있다. 제리가 룬을 잘못 골랐다면 피뢰침이 그를 감전시킬 것이다. 제리는 잘못된 룬을 골라 내지만,피뢰침은 제리에게 뛰쳐 나오려고하는 톰을 때려 눕힌다.
제리는 스페인 갈기의 보물이 평범한 광경에 있던 동굴에 도달한다. 제리는이 큰 보물이 지켜 져야 할 것임을 알고 있다. 톰은 어쨌든 돌진하지만 궁극적 인 가디언과 같은 거대한 오징어를보고 충격을 받는다. 그러나,오징어를 인식하는 톰 그리고 소리에 두려움의 원인,바위 분쇄하다,많지 않는 샌디에이고의 억울함(자,화가의 실패에 그의 마술 트랩을 잃고,자신의 것입니다에 대한 피해자가 자신의 보물). 보물을 회수 한 후,톰은 제리가 필요 없다고 결정하고 그를 버린다. 그러나 론은 톰과 함께 격렬하게 옆에 서서 자신을 위해 보물을 훔칠 계획이라고 비난한다. 론과 바울은 밥이 완전히 수리 그의 배에 항해에 와서 보물을 위해 싸움을 시작한다. 그들의 앵무새 대응에 화가 난 세 형제는 앵무새를 멀리 털어 내고 계속 싸우고 있다. 싸움에 들어가기 전에 바울은 밥과 론 사이의 싸움을보고 모자를 벗고,그것은 단지 옛날과 같은 방법을 한탄. 제리,기회를 포착,돌고래의 방법으로 멀리 보물을 몰래 관리한다. 톰은 구명 보트에서 추구하기 위해 간다,그러나 육지의 모든 구명 보트는 파괴된다. 스파이크는 밥의 배가 멀리 항해하고 있다는 것을 알아 차리고 해적들은 그들이 지금 좌초하고 있음을 깨닫는다. 톰은 야자수에서 투석기를 사용하여 배에 타기위한 마지막 도랑 노력을한다. 스파이크는 톰을 잡고 둘 다 배에 발사된다. 제리는 우정의 증표로 스파이크에 황금 뼈를 제공하고 톰과 거래하기로 결정한다.
톰 갑판을 면봉 동안 배에서,제리와 스파이크는 배를 제어한다. 한편 론,밥,폴과 나머지 부하들은 스톤 치킨에서 도망가는 섬에 남아 있다. Jerry Mouse,Tom 및 Spike 가 행복하게 항해하면서 Stan,Betty 및 Chuck 은 마침내 그들이 관련 될 수있는 리더를 찾는다.